# Markthalle/Landtag (Stadtbahn di Hannover)
La stazione di Markthalle/Landtag è una stazione sotterranea della Stadtbahn di Hannover.

## Movimento
La stazione è posta sul tracciato A, ed è servita dalle linee 3, 7 e 9.